# Staatliche Waldbahn Ruhpolding–Reit im Winkl
| Einer der verbliebenen baulichen Reste: Bahndamm entlang der Weißen Traun |                                       |                              |                             |
| Streckenlänge: | 22,5 km                               |                              |                             |
| Spurweite: | 1000 mm (Meterspur)                   |                              |                             |
| |                                       |                              |                             |
| Betriebsart: | Dampf                                 |                              |                             |
| Inbetriebnahme: | 18. Mai 1923                          |                              |                             |
| Einstellung: | 31. Dezember 1931 (regulärer Verkehr) |                              |                             |
| Betreiber: | Bayerische Forstverwaltung            |                              |                             |
| \| \| \| von Traunstein \| \| \| \| \| \| \| \| \| - 0,4 \| Ruhpolding (ehemals Bahnhof) \| 650 m \| \| \| 0,0 \| Ruhpolding Waldbahnhof \| Ruhpolding Waldbahnhof \| \| \| \| 0,4 Urschlauer Achen \| \| \| \| 1,7; 2,6 \| Zell; Fuchsau \| Zell; Fuchsau \| \| \| 4,0 \| Fritz am Sand \| Fritz am Sand \| \| \| \| 4,3 Weiße Traun \| \| \| \| \| 4,9 Fischbach \| \| \| \| 5,2 \| Laubau \| Laubau \| \| \| 8,0 \| Bf. Seehaus \| Bf. Seehaus \| \| \| 10,0 \| Löden \| 780 m \| \| \| 11,8 \| Mittersee \| Mittersee \| \| \| 14,5 \| Weitsee \| Weitsee \| \| \| 17,6 \| Bf. Seegatterl \| Bf. Seegatterl \| \| \| \| 19,1; 21,1 Schwarzlofer (2) \| \| \| \| 22,8 \| Reit im Winkl \| Reit im Winkl \| |                                       |                              |                             |
| Strecke |                                       | von Traunstein               | von Traunstein              |
| Abzweig geradeaus und ehemals nach links · Strecke von rechts (außer Betrieb) |                                       |                              |                             |
| Haltepunkt / Haltestelle Streckenende · Strecke (außer Betrieb) | - 0,4                                 | Ruhpolding (ehemals Bahnhof) | 650 m                       |
| Kopfbahnhof Streckenanfang (Strecke außer Betrieb) · Kopfbahnhof Streckenende (Strecke außer Betrieb) | 0,0                                   | Ruhpolding Waldbahnhof       | Ruhpolding Waldbahnhof      |
| Brücke über Wasserlauf (Strecke außer Betrieb) |                                       | 0,4 Urschlauer Achen         | 0,4 Urschlauer Achen        |
| Haltepunkt / Haltestelle (Strecke außer Betrieb) | 1,7; 2,6                              | Zell; Fuchsau                | Zell; Fuchsau               |
| Haltepunkt / Haltestelle (Strecke außer Betrieb) | 4,0                                   | Fritz am Sand                | Fritz am Sand               |
| Brücke über Wasserlauf (Strecke außer Betrieb) |                                       | 4,3 Weiße Traun              | 4,3 Weiße Traun             |
| Brücke über Wasserlauf (Strecke außer Betrieb) |                                       | 4,9 Fischbach                | 4,9 Fischbach               |
| Haltepunkt / Haltestelle (Strecke außer Betrieb) | 5,2                                   | Laubau                       | Laubau                      |
| Haltepunkt / Haltestelle (Strecke außer Betrieb) | 8,0                                   | Bf. Seehaus                  | Bf. Seehaus                 |
| Haltepunkt / Haltestelle (Strecke außer Betrieb) | 10,0                                  | Löden                        | 780 m                       |
| Haltepunkt / Haltestelle (Strecke außer Betrieb) | 11,8                                  | Mittersee                    | Mittersee                   |
| Haltepunkt / Haltestelle (Strecke außer Betrieb) | 14,5                                  | Weitsee                      | Weitsee                     |
| Haltepunkt / Haltestelle (Strecke außer Betrieb) | 17,6                                  | Bf. Seegatterl               | Bf. Seegatterl              |
| Brücke über Wasserlauf (Strecke außer Betrieb) |                                       | 19,1; 21,1 Schwarzlofer (2)  | 19,1; 21,1 Schwarzlofer (2) |
| Kopfbahnhof Streckenende (Strecke außer Betrieb) | 22,8                                  | Reit im Winkl                | Reit im Winkl               |

Die Staatliche Waldbahn Ruhpolding–Reit im Winkl war eine meterspurige Schmalspurbahn, die zwischen 1921 und 1940 von der bayerischen Forstverwaltung betrieben wurde (Baubeginn Januar 1920; Genehmigung Nov. 1919). Die Waldbahn schloss an die normalspurige Bahnstrecke Traunstein–Ruhpolding an, wenngleich ihr separater Bahnhof circa 400 Meter östlich des Regelspur-Bahnhofs an der heutigen Waldbahnstraße lag. Die Strecke in der Nähe der Traun diente in erster Linie zum Abtransport von Holz aus dem Seetrauntal, Drei-Seen-Gebiet und Schwarzlofertal sowie von den Windwürfen auf der Winkelmoosalm und dem Unkental. Im Januar 1927 wurde dazu eine Holzseilbahn vom Unkental bis Seegatterl errichtet. Darüber hinaus nahm sie aber auch lokale Verkehrsbedürfnisse in Form von Personen-, Stückgut-, Tier- und Posttransporten wahr. Die Bahn folgte ab dem Förchensee im Drei-Seen-Gebiet weitgehend der heutigen Bundesstraße 305. Etliche Abschnitte der ehemaligen Trasse dienen heute als Bahntrassenradweg und sind Teil des Chiemgau-Radwegs, im Winter gespurte Loipen.

## Geschichte
Nach mehreren erfolglosen Bemühungen zum Bau einer Eisenbahn nach Reit im Winkl nahm am 29. Juli 1923 die Waldbahn Ruhpolding–Reit im Winkl ihren regulären Betrieb auf (bis Seegatterl bereits im Sommer 1922). Ihre Entstehung verdankte sie in erster Linie den großen Windwürfen des Jahres 1919 im Gebiet der Winkelmoosalm. Der Endpunkt der Strecke befand sich dabei im Reit im Winkler Ortsteil Groißenbach. Wie die meisten bayerischen Schmalspurbahnen wies sie eine Spurweite von 1000 Millimetern auf.
Hauptbeförderungsgut dieser Waldbahn war von Anfang an Rohholz; der Personenverkehr spielte hauptsächlich für die Forstarbeiter eine Rolle, da die Bahnhöfe und Haltepunkte weit außerhalb der Ortschaften lagen und täglich nur zwei Zugpaare verkehrten. Außerdem existierte bereits damals eine Kraftpost-Omnibuslinie zwischen Reit im Winkl und Marquartstein, wo Anschluss an die Züge der Deutschen Reichsbahn bestand.
Auf Grund der immer wiederkehrenden starken Schneeverwehungen und Lawinen und damit verbundene Streckensperrungen, ausbleibender Holztransporte, aber auch wegen stetig rückläufiger Fahrgastzahlen brach das Verkehrsaufkommen Ende der zwanziger Jahre abrupt ein. Daraufhin wurde der Personenverkehr am 31. Oktober 1931 eingestellt. Der reguläre Güterverkehr endete zum 17. Dezember gleichen Jahres. Die Strecke wurde in den darauffolgenden Jahren noch sporadisch von Angestellten der Forstverwaltung befahren und für den Holztransport zu den Sägewerken und Holzlagerplätzen genutzt, ehe die Gleisanlagen im Frühjahr 1940 endgültig von der technischen Nothilfe demontiert wurden.

## Betrieb
Gleis 1 im Waldbahnhof Ruhpolding war ein Dreischienengleis für Schmalspur- und Normalspurbetrieb (es wurde bis etwa 1962 noch als Abstellgleis für Reisebüro-Sonderzüge von Dr. Degener und Touropa verwendet). Der Abzweig von der Reichsbahnstrecke zum Waldbahnhof lag kurz hinter der damaligen Haltestelle Miesenbach (heute Bibelöd). Die Reichsbahnwagen konnten dann im Waldbahnhof an einer Rollwagengrube auf die Schemelwagen zum Weitertransport umgesetzt werden.
Es verkehrten täglich zwei Zugpaare, in der Saison maximal drei Zugpaare mit einer Fahrzeit von 70 bis 90 Minuten. Die Züge verkehrten meistens in Form eines Güterzuges mit Personenbeförderung (GmP). Nachteilig für den Personenverkehr wirkte sich aus, dass der Waldbahnhof in Ruhpolding rund 400 Meter vom Staatsbahnhof entfernt lag und der Endbahnhof Reit im Winkl sich 1,5 Kilometer außerhalb des Ortes befand. Die Züge der Waldbahn führten keine Wagenklassen, die Ausstattung entsprach der dritten Klasse.

## Fahrzeuge

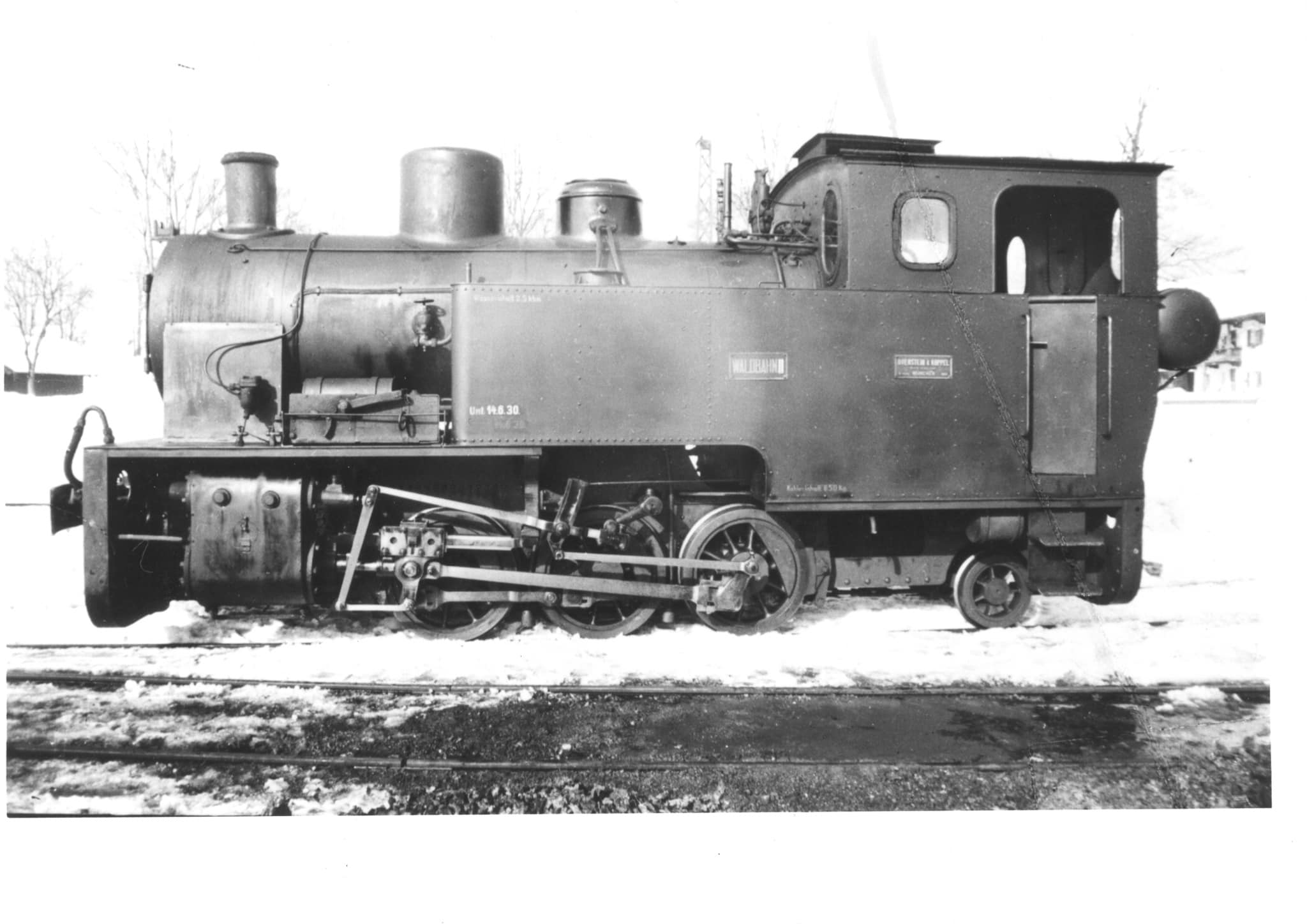
O & K C’1-Lokomotive II kurz nach der Auslieferung um 1922

Der Waldbahn standen drei Schmalspurlokomotiven, eine von Krauss und zwei von O&K, und die Normalspurlok D VI „Marquartstein“ mit der Nummer II  zur Verfügung. Letztere wurde 1931 durch eine Benzollok ersetzt. Die Normalspur-Maschinen wurden benötigt, da Rollwagenverkehr durchgeführt wurde und mit ihr die Übergaben zum Normalspurbahnhof Ruhpolding getätigt wurden. Des Weiteren bestand der Fahrzeugpark aus neun Personen-, 29 Güter- und einem Gepäckwagen, einem Schneepflug und einer Draisine, wobei es sich bei den meisten Fahrzeugen um Gebrauchtkäufe von anderen Bahngesellschaften handelte. Außerdem verfügte die Waldbahn über sechs Roll- und mehrere Zwischenwagen.
Für die Bauphase verwendete man Feldbahnschienen mit 600 mm  Spurweite und Feldbahnloks (Brigadeloks) z. B. der Fa Henschel & Sohn.
Ein Personenwagen und zwei Güterwagen sind heute beim Deutschen Eisenbahn-Verein in Bruchhausen-Vilsen betriebsfähig vorhanden. Eine baugleiche Schwesterlok zur Lok II, namens „Berg“, befindet sich im Pfalzmuseum in Neustadt/Weinstraße.

## Sonstiges
An den beiden Endpunkten erinnern jeweils Straßenbezeichnungen an die frühere Strecke: In Ruhpolding ist dies die Waldbahnstraße, in Reit im Winkl die Straßen Am Waldbahnhof und Waldbahnstr. Informationstafeln befinden sich an der Brücke über die Urschlau, an der Eggl-Brücke, in der Laubau und am Weitsee (Pavillon).
Zum 100-jährigen Jubiläum der Bauphase veranstaltete der Historische Verein Ruhpolding im September 2022 eine Sonderausstellung in der Alten Schule.